# Drobnovratnik
 Drobnovratnik  (znanstveno ime Leptodirus hochenwartii, pogosto zapisan tudi kot L. hohenwarti), edina vrsta iz rodu Leptodirus (grško leptos - ozek, deiros - vrat), je prvi opisani jamski hrošč na svetu. Leta 1831 ga je v Postojnski jami našel pomožni svetilničar in vodnik Luka Čeč. Ime drobnovratnik je dobil zaradi paličasto oblikovanega oprsja, ki spominja na vrat.

## Telesne značilnosti
Drobnovratnik je majhen hrošč, velik od 8 do 11 mm. Je brez oči in brez pigmenta. Razlike v obarvanosti so opazne le zaradi razlik v barvnih odtenkih hitina. Telo je videti kroglasto zaradi napihnjenega zadka - pokrovke so kupolasto oblikovane, pod njimi pa je prostor, ki ga na spodnji strani omejuje ploščat zadek. Pomen takšne oblike še ni pojasnjen. Glava in oprsje sta majhna in ozka in kot vrat štrlita iz zadka. Tipalnice in noge so zelo dolge, kar je ena od prilagoditev na življenje v temi - so zelo občutljive na dotik in tresljaje, zato omogočajo drobnovratniku da najde hrano ali se izogne plenilcem brez uporabe vida.

## Ekologija
Je prava jamska žival (troglobiont) - odvisen je od stalne temperature in vlažnosti v jamah, zato zunaj jamskega okolja ne more preživeti. Razširjen je na krasu od Trnovskega gozda do tržaškega krasa v Italiji, največ v jamah v okolici Grosuplja in na Kočevskem. Živi večinoma v velikih jamah, kjer temperatura ne presega 12 °C.
Hrani se z organskimi ostanki, ki jih najde v jami, najpogosteje na stenah jam, kjer pronicajoča deževnica odlaga hranljive snovi, ter z mrhovino. Še manj je znanega o njegovem razvoju. V edini raziskavi opravljeni do zdaj so ugotovili, da raste in se razmnožuje počasi. Samica izleže razmeroma majhno število velikih jajčec, iz katerih se po dolgem času (v primerjavi z ostalimi žuželkami) izležejo ličinke. Te živijo od zalog hranil v jajčecih in se ne prehranjujejo. Njihova prva levitev je hkrati že preobrazba v odraslo žival.

## Taksonomija in razširjenost
L. hochenwartii je endemit zahodnega dela Dinarskega gorstva. Trenutno je prepoznanih šest podvrst:
- L. hochenwartii hochenwartii Schmidt, 1832
- L. hochenwartii reticulatus J. Müller, 1906
- L. hochenwartii schmidti (Motschoulsky, 1856)
- L. hochenwartii croaticus Pretner, 1955
- L. hochenwartii velebiticus Pretner, 1970
- L. hochenwartii pretneri Müller, 1926

V Sloveniji so od teh prisotne tri, L. hochenwartii hochenwartii, L. hochenwartii reticulatus in L. hochenwartii schmidti, ostale pa najdemo na Hrvaškem. Najjužnejša znana lokaliteta je Velebit na Hrvaškem, od koder je opisana podvrsta L. h. velebiticus, podvrsto L. h. reticulatus pa so prvič našli v jami Grota Noe blizu Trsta (Italija). Taksonomski položaj več podvrst je še nejasen, saj se lahko primerki precej razlikujejo v telesnih merah tudi znotraj iste populacije.

## Odkritje
Žival je prvi našel leta 1831 pomožni svetilničar Luka Čeč, ko je raziskoval novoodkriti del Postojnske jame. Čeprav ni bil naravoslovec ali kako drugače formalno izobražen, se je zavedal, da gre za redkost, in odnesel primerek grofu Hochenwartu, tedanjemu kustosu Kranjskega deželnega muzeja. Ta živali ni prepoznal in dal primerek Ferdinandu Jožefu Schmidtu, naravoslovcu iz Ljubljane, ki je spoznal, da gre za novo vrsto, in hrošča leta 1832 opisal  v časopisu Illyrisches Blatt. Poimenoval ga je Leptodirus Hochenwartii po Hochenwartu in mu dal tudi slovensko ime »drobnovratnik« ter nemško »Enghalskäfer« Članek predstavlja prvi formalni opis jamske živali (človeške ribice, opisane leta 1768, tedaj niso pojmovali kot jamsko žival). Schmidt je kasneje v slovenskem podzemlju odkril še več prej neznanih prebivalcev jam, ki so vzbudili veliko zanimanje pri tedanjih naravoslovcih. Zaradi tega pojmujemo odkritje drobnovratnika (skupaj s človeško ribico) za začetek speleobiologije kot znanstvene discipline.

## Ogroženost in varstvo
Je ogrožen, saj je zaradi omejenosti območja, kjer živi, izjemno redek, čeprav je lahko število osebkov v posameznih jamah veliko. Kot redka vrsta je uvrščen v slovenski Rdeči seznam ogroženih rastlinskih in živalskih vrst.
Vključen je tudi v Prilogo II Direktive o habitatih EU (92/43/EEC); na osnovi prisotnosti drobnovratnika je v Sloveniji vzpostavljenih 15 varovanih območij (pSCI), ki vsebujejo večino znanih lokalitet.
Najbolj ga ogroža onesnaženost okolja, predvsem podtalnice, ki skozi apnenčasto podlago pronica v jamski sistem.